# Ritmo no poema
O ritmo poético, também chamado de ritmo verbal ou ritmo prosódico, é um efeito estilístico decorrente da regularidade do número de sílabas e da alternância de sílabas fortes e fracas em um enunciado. É o recurso mais universalmente empregado na produção de textos poéticos, sendo um elemento essencial na construção da sua expressividade.

## Exemplo
Por exemplo, o poema Meu sonho, de Álvares de Azevedo, apresenta, em cada verso, nove sílabas prosódicas, com acento tônico a cada três sílabas. Esse ritmo, aliado à aliteração de oclusivas, serve para simular o cavalgar de um cavalo, em referência ao tema do poema.
Cavaleiro das armas escuras,

Onde vais pelas trevas impuras

Com a espada sangrenta na mão?— Trecho do poema Meu sonho, de Álvares de Ázevedo.
| 1   | 2    | 3    | 4  | 5   | 6    | 7   | 8  | 9   | -   |
| --- | ---- | ---- | -- | --- | ---- | --- | -- | --- | --- |
| Ca  | va   | lei  | ro | das | ar   | mas | es | cu  | ras |
| On  | de   | vais | pe | las | tre  | vas | im | pu  | ras |
| Com | a es | pa   | da | san | gren | ta  | na | mão | -   |

## Métrica
É muito comum que os enunciados do texto (versos, orações etc.) apresentem a mesma quantidade de sílabas prosódicas entre si (considera-se, no processo de contagem, os processos fonéticos da fala, como a elisão, e termina-se a contagem na última sílaba tônica). Esse fenômeno é chamado de isossilabismo ou, mais popularmente, métrica.
Senhor Deus dos desgraçados!

Dizei-me vós, Senhor Deus!

Se eu deliro ou se é verdade

Tanto horror perante os céus...— Trecho do poema Navio negreiro, de Castro Alves.
| 1     | 2      | 3    | 4     | 5    | 6     | 7    | -   |
| ----- | ------ | ---- | ----- | ---- | ----- | ---- | --- |
| Se    | nhor   | Deus | dos   | des  | gra   | ça   | dos |
| Di    | zei    | me   | vós   | Se   | nhor  | Deus | -   |
| Se eu | de     | li   | ro ou | se é | ver   | da   | de  |
| Tan   | to hor | ror  | pe    | ran  | te os | céus | -   |

Em função do número de sílabas prosódicas em cada enunciado, o verso é classificado como:
1. monossílabo, quando tem uma sílaba prosódica;
2. dissílabo, quando tem duas;
3. trissílabo, quando tem três;
4. tetrassílabo, quando tem quatro;
5. pentassílabo ou redondilha menor, quando tem cinco;
6. hexassílabo, quando tem seis;
7. heptassílabo ou redondilha maior, quando tem sete;
8. octossílabo, quando tem oito;
9. eneassílabo, quando tem nove;
10. decassílabo, quando tem dez;
11. hendecassílabo, quando tem onze;
12. dodecassílabo, quando tem doze;
13. e bárbaro, quando tem mais de doze.

## Pé métrico
As sílabas prosódicas organizam-se em unidades conhecidas como pés métricos, formadas por um conjunto de sílabas dominadas por uma sílaba forte. Os quatro principais são:
- o troqueu, formado por uma sílaba forte e uma fraca, como no verso Minha terra tem palmeiras (Canção do exílio, de Gonçalves Dias), constituído por quatro troqueus;

| 1  | 2   |    | 3   | 4   |    | 5   | 6   |    | 7   | -   |
| -- | --- | -- | --- | --- | -- | --- | --- | -- | --- | --- |
| Mi | nha | // | ter | rra | // | tem | pal | // | mei | ras |

- o iambo, formado por uma fraca e uma forte, como no verso Amor é fogo que arde sem se ver (Luís de Camões), constituído por cinco iambos;

| 1 | 2   |    | 3 | 4  |    | 5  | 6      |    | 7  | 8   |    | 9  | 10  |
| - | --- | -- | - | -- | -- | -- | ------ | -- | -- | --- | -- | -- | --- |
| A | mor | // | é | fo | // | go | que ar | // | de | sem | // | se | ver |

- o dátilo, formado por uma forte e duas fracas, como no verso Tíbios, inúteis, apócrifos (Sagração dos ossos, de Ivan Junqueira), constituído por três dátilos;

| 1  | 2    | 3 |    | 4  | 5    | 6 |    | 7  | -   | -   |
| -- | ---- | - | -- | -- | ---- | - | -- | -- | --- | --- |
| Tí | bios | i | // | nú | teis | a | // | pó | cri | fos |

- o anaspesto, formado por duas fracas e uma forte, como no verso Pois choraste, meu filho não és (I-Juca Pirama, de Gonçalves Dias), constituído por três anapestos.

| 1    | 2   | 3   |    | 4  | 5   | 6  |    | 7   | 8   | 9  |
| ---- | --- | --- | -- | -- | --- | -- | -- | --- | --- | -- |
| Pois | cho | ras | // | te | meu | fi | // | lho | não | és |

Além desses quatro, podem ser construídos outras unidades, conhecidas como pés compostos, a exemplo do anfíbraco, formado por uma sílaba fraca, uma forte e uma fraca (p. ex: cabeça). Os enunciados podem ser constituídos por sequências regulares de um mesmo pé, mas podem ser também constituído por mais de um tipo de pé.